# Aéroport international du Chūbu
L'aéroport international du Chūbu (中部国際空港, Chūbu kokusai kūkō, en anglais Chubu International Airport, Code AITA : NGO (à compter de février 2005) ; code OACI : RJGG) est l'aéroport principal de la ville de Nagoya et de la région du Chūbu au Japon. Il est situé sur le territoire de la ville de Tokoname, à 35 km au sud de Nagoya. L'aéroport est géré par la société Central Japan International Airport Co., Ltd.
Il est le quatrième aéroport japonais construit sur l'eau, après ceux de Tokyo-Haneda, de Nagasaki et du Kansai près d'Osaka. Comme ce dernier, il est construit sur une île artificielle rattachée à la municipalité de Tokoname.
L'aéroport fonctionne 24 heures sur 24 et on peut y arriver depuis le centre de Nagoya en 28 minutes par train ou en 40 minutes par la route. 10,8 millions de passagers y ont transité en 2008.

## Histoire
La construction a commencé en octobre 2003 en vue de l'Exposition spécialisée de 2005 à Aichi. Son budget était de 768 milliards de yens (soit environ 5,5 milliards d'euros). L'inauguration a eu lieu le 17 février 2005. La plupart des compagnies ont retenu cette date comme étant celle du changement entre l'ancien aéroport de Nagoya et celui du Chūbu. Il reprend donc le Code AITA de l'ancien aéroport à cette date.

## Accès
L'aéroport est desservi par les trains de la compagnie Meitetsu à la gare de l'aéroport international du Chūbu. Les trains express µSky effectuent le trajet depuis la gare de Meitetsu Nagoya en 28 minutes.

## Situation

### Carte des 50 principaux aéroports du Japon
| Akita Amami Aomori Asahikawa Chūbu Fukuoka Fukushima Hakodate Hanamaki Hiroshima Ibaraki Ishigaki Izumo Kagoshima Kansai Kitakyushu Kobe Kōchi Komatsu Kumamoto Kumejima Kushiro Iwakuni Matsuyama Memanbetsu Miho-Yonago Misawa Miyako Miyazaki Nagasaki Nagoya Naha Tokyo · Narita Niigata Ōita Okayama Osaka Saga Sendai Shin-Chitose Shizuoka Shonai Takamatsu Tokachi-Obihiro Tokushima Tokyo · Haneda Tottori Toyama Tsushima Yamaguchi Ube |

## Statistiques
Le graphique qui aurait dû être présenté ici ne peut pas être affiché car il utilise l'ancienne extension Graph, désactivée pour des questions de sécurité. Des indications pour créer un nouveau graphique avec la nouvelle extension Chart sont disponibles ici.

Voir la requête brute et les sources sur Wikidata.

## Compagnies aériennes commerciales

### Passagers
| Compagnies              | Destinations |
| ----------------------- | --- |
| AirAsia Japan           | Shin-Chitose, Sendai, Taïwan-Taoyuan |
| Air Busan               | Pusan-Gimhae |
| Air China               | Pékin-Capitale, Shanghai-Pudong |
| Air Do                  | Hakodate, Shin-Chitose |
| All Nippon Airways      | Asahikawa (en), Fukuoka, Hakodate, Hong Kong, Ishigaki-Painushima, Kagoshima, Memanbetsu (en), île Miyako, Miyazaki, Nagasaki, Okinawa-Naha, Shin-Chitose, Shanghai-Pudong, Tokyo-Haneda En saison : Kushiro (en) |
| ANA Wings               | Akita, Fukuoka, Kagoshima, Kumamoto, Matsuyama, Miyazaki, Niigata, Sendai, Tokyo-Narita |
| Asiana Airlines         | Séoul-Incheon |
| Cathay Pacific          | Hong Kong, Taïwan-Taoyuan |
| Cebu Pacific            | Manille-N. Aquino |
| China Airlines          | Taïwan-Taoyuan |
| China Eastern Airlines  | Pékin-Capitale, Chengdu-Shuangliu, Lanzhou, Qingdao-Jiaodong, Shanghai-Pudong, Taiyuan-Wusu, Xi'an-Xianyang, Yantai                                                                                               |
| China Southern Airlines | Changchun, Changsha, Dalian-Zhoushuizi, Canton-Baiyun, Harbin Taiping, Shanghai-Pudong, Shenyang, Wuhan |
| Delta Air Lines         | Détroit, Honolulu |
| Etihad Airways          | Abou Dabi, Pékin-Daxing |
| EVA Air                 | Taïwan-Taoyuan |
| Finnair                 | Helsinki-Vantaa |
| Garuda Indonesia        | Djakarta-S.-Hatta |
| HK Express              | Hong Kong |
| Ibex Airlines           | Fukuoka, Ōita, Sendai |
| Japan Airlines          | Honolulu, Shin-Chitose, Shanghai-Pudong, Taïwan-Taoyuan, Tianjin Binhai, Tokyo-Haneda, Tokyo-Narita En saison : Obihiro (en)                                                                                      |
| Japan Transocean Air    | Okinawa-Naha |
| Jeju Air                | Séoul-Incheon |
| Jetstar Japan           | Fukuoka, Kagoshima, Manille-N. Aquino, Okinawa-Naha, Shin-Chitose |
| Juneyao Airlines        | Nankin, Shanghai-Pudong, Wuxi/Suzhou, Xiamen-Gaoqi |
| Korean Air              | Pusan-Gimhae, Séoul-Incheon |
| Loong Air               | Hangzhou-Xiaoshan, Xi'an-Xianyang |
| Lufthansa               | Francfort |
| Philippine Airlines     | Mactan-Cebu, Manille-N. Aquino |
| Shandong Airlines       | Jinan, Qingdao-Jiaodong |
| Shanghai Airlines       | Canton-Baiyun, Wenzhou-Longwan |
| Shenzhen Airlines       | Wuxi/Suzhou |
| Singapore Airlines      | Singapour-Changi |
| Skymark Airlines        | Kagoshima, Okinawa-Naha, Shin-Chitose, Tokyo-Narita |
| Solaseed Air            | Kagoshima, Okinawa-Naha |
| Spring Airlines         | Ningbo, Shanghai-Pudong, Shenzhen-Bao'an |
| StarFlyer               | Fukuoka, Taïwan-Taoyuan |
| Thai AirAsia X          | Bangkok-Don Muang |
| Thai Airways            | Bangkok-Suvarnabhumi |
| Thai Lion Air           | Bangkok-Don Muang |
| Tianjin Airlines        | Tianjin Binhai |
| Tigerair Taiwan         | Kaohsiung, Taïwan-Taoyuan |
| T'way Airlines          | Jeju |
| United Airlines         | Guam-A.-B.-Won-Pat |
| Urumqi Air              | Jinan, Ürümqi-Diwopu, Wuhan |
| Vietnam Airlines        | Hanoï-Nội Bài, Hô Chi Minh Ville (Tân Sơn Nhất) |

Édité le 09/01/2020

### Cargo
- FedEx
- Nippon Cargo Airlines